# سیارک ۱۳۱۴۵
سیارک ۱۳۱۴۵ (به انگلیسی: 13145 Cavezzo، نامگذاری:1995DZ1) سیزده هزار و صد و چهل و پنجمین سیارک کشف شده‌است که در ۲۷ فوریه ۱۹۹۵ کشف شد.
قدر مطلق سیارک برابر ۱۳٫۱۰ است.